# アントニオ・ゴンサレス・ベラスケス
アントニオ・ゴンサレス・ベラスケス（Antonio González Velázquez、1723年 - 1793年）はスペインの画家である。

## 略歴
マドリードで生まれた。父親はアンダルシア出身の彫刻家、パブロ・ゴンサレス・ベラスケス(Pablo González Velázquez:1664-1727)で、1702年からマドリードで働いた。兄に画家のルイス・ゴンサレス・ベラスケス(Luis González Velázquez:1715–1763) と建築家のアレハンドロ・ゴンサレス・ベラスケス(Alejandro González Velázquez:1719–1772)がいる。
王立サン・フェルナンド美術アカデミーで学び始め、1747年にアカデミーから奨学金を得て、ローマに留学した。ロココ期の画家、コッラード・ジアキント(Corrado Giaquinto:1703-1766)に学び、1748年にジアキントに指導されてローマのサンティッシマ・トリニタ・デリ・スパニョーリ教会の壁画を制作するなどして、評価された。1752年にスペインに帰国すると、サラゴサの 聖母ピラール教会(Basilique de Nuestra Señora del Pilar)の施設の壁画の制作を建築家のベンチュラ・ロドリゲスから依頼された。
1757年にフェルナンド6世の宮廷画家に任じられ、兄のルイスと王宮の装飾画の仕事をした。
1765年に王立アカデミーの校長になり、終生その仕事を続けた。教えた学生にはマリアーノ・サルバドール・マエラらがいて、後にマエラはアントニオ・ゴンサレス・ベラスケスの娘と結婚した。
息子のザカリアス・ゴンサレス・ベラスケス(Zacarías González Velázquez:1763-1834) も画家になった。

## 作品

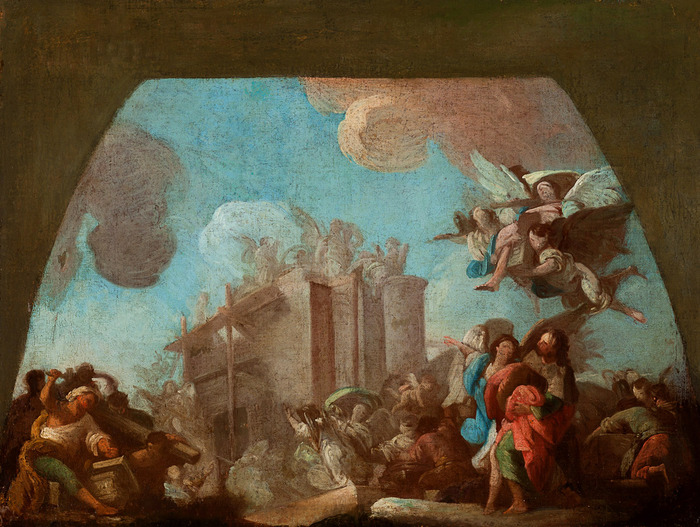
装飾画
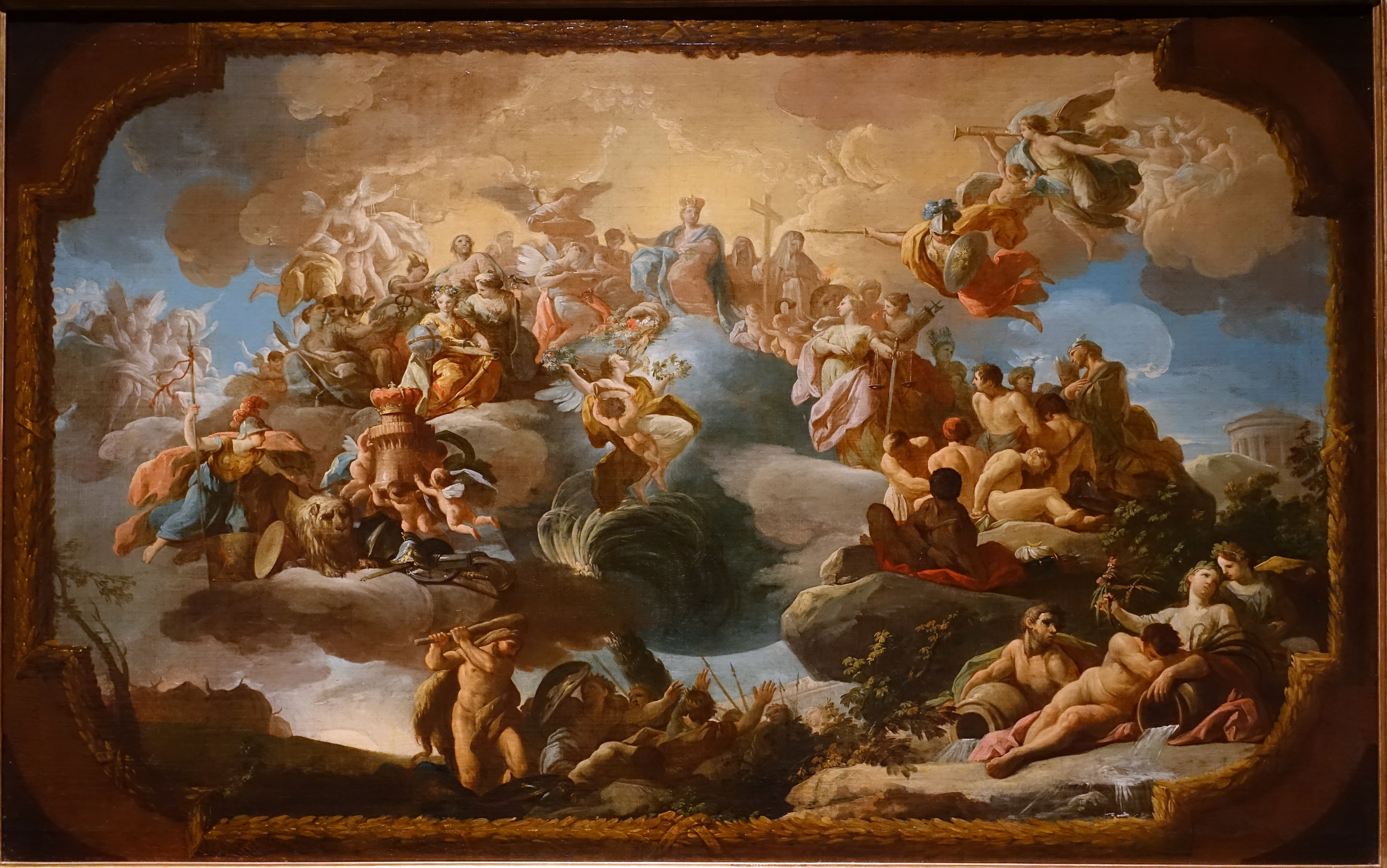
スペイン王政の寓意画
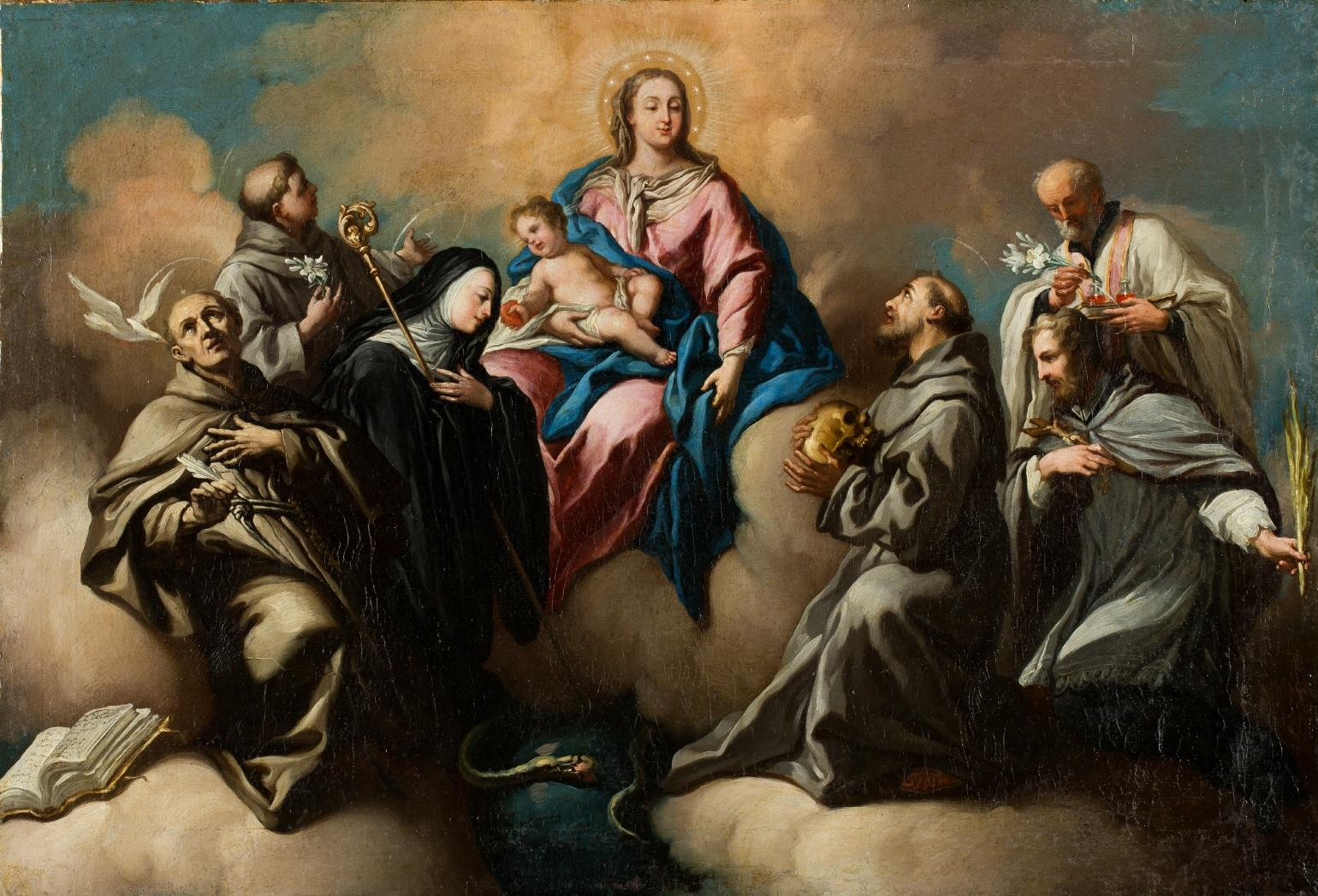
聖人たち

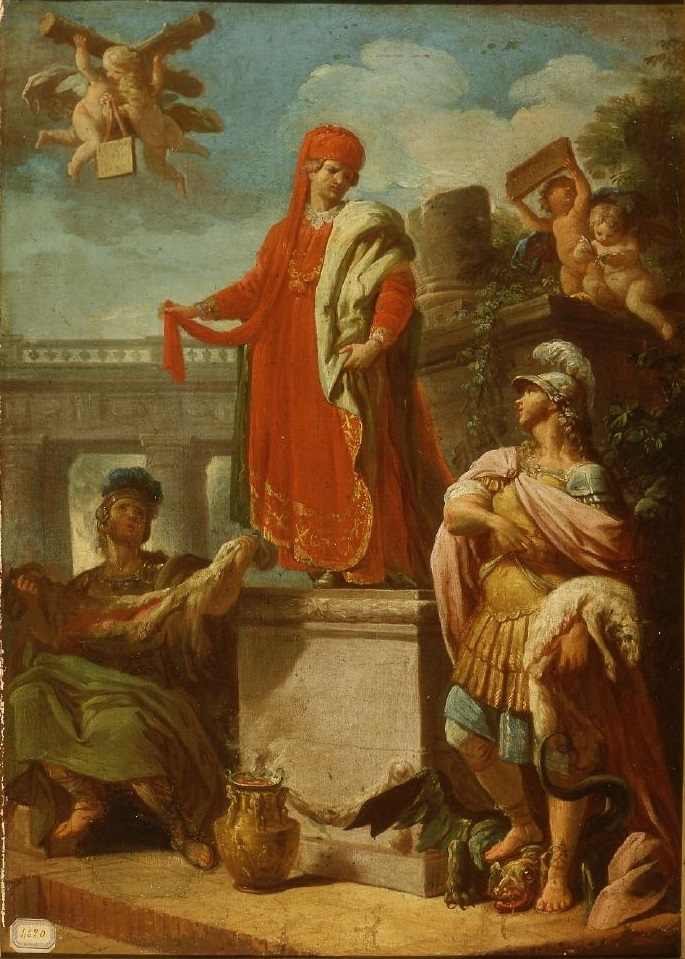
金羊毛騎士団を称える寓意画
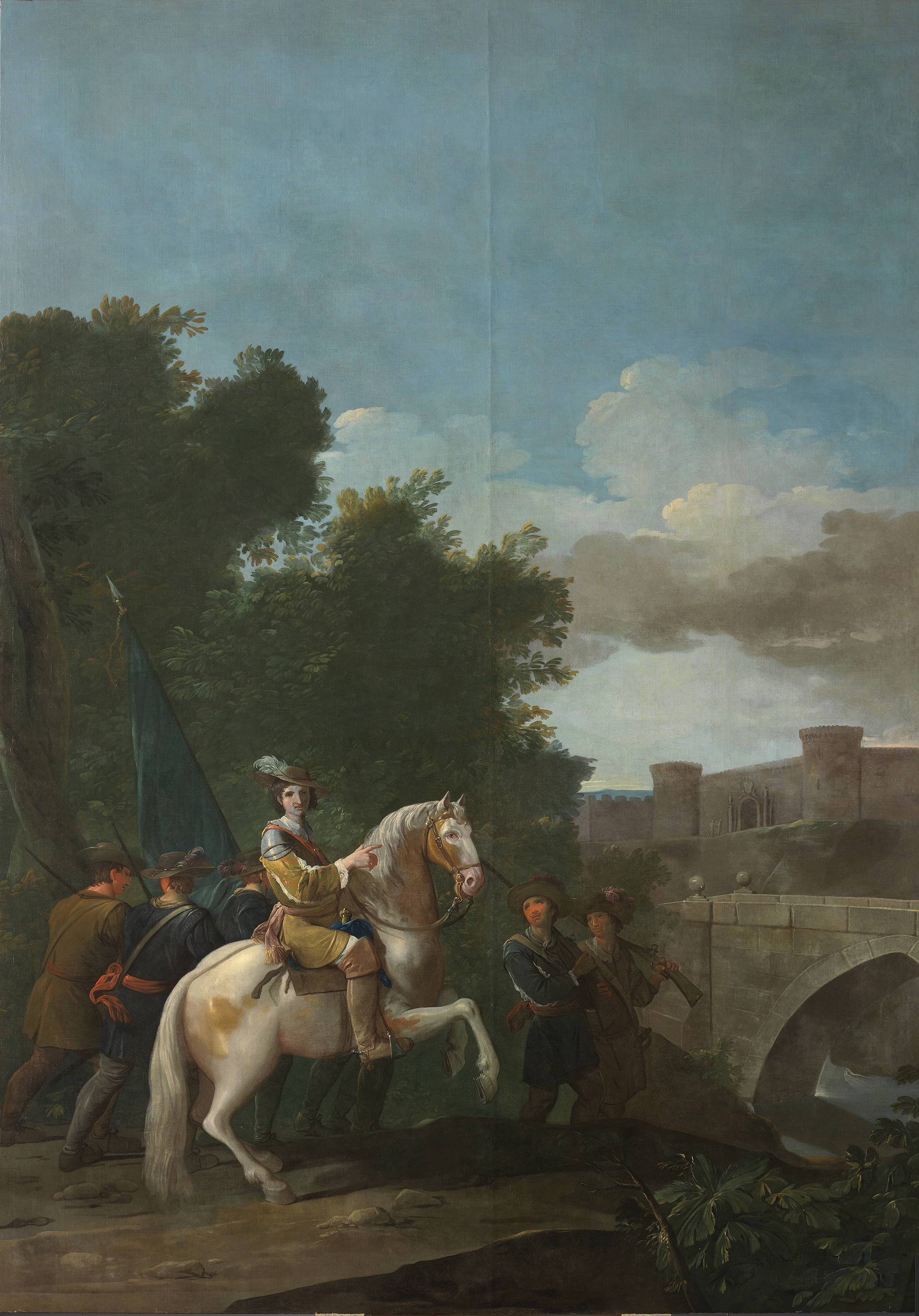
騎兵と4人の歩兵
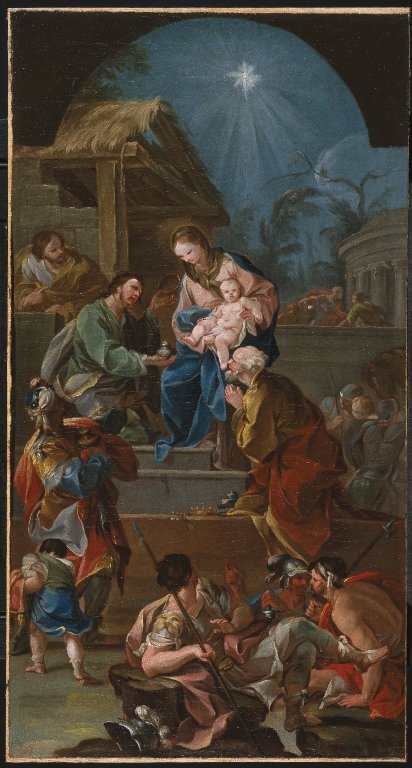
東方三博士の礼拝
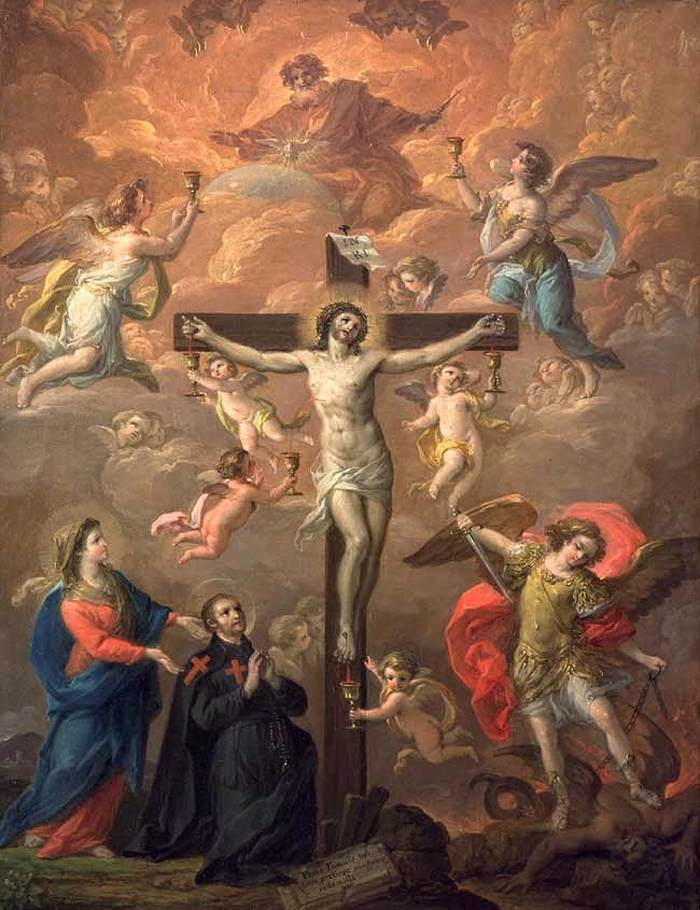
大天使ミカエルと十字架